# トバイアス・マイヤーズ
トバイアス・マイヤーズ（Tobias Myers, 1998年8月5日 - ）は、アメリカ合衆国フロリダ州ウィンターヘイブン出身のプロ野球選手（投手）。右投右打。MLBのミルウォーキー・ブルワーズ所属。

## 経歴

### プロ入りとオリオールズ傘下時代
2016年のMLBドラフト6巡目（全体181位）でボルチモア・オリオールズから指名され、予定していたサウスフロリダ大学への進学を取りやめプロ入り。契約金は22万5,000ドル。傘下のルーキー級ガルフ・コーストリーグ・オリオールズでプロデビューし、3試合に先発登板して防御率4.70、4奪三振を記録した。
2017年はA−級アバディーン・アイアンバーズで開幕を迎えた。

### レイズ傘下時代
2017年7月31日にティム・ベッカムとのトレードで、タンパベイ・レイズへ移籍した。移籍後は傘下のA−級ハドソンバレー・レネゲーズへ送られた。この年は移籍前と合わせて2チーム合計で12試合に先発登板して4勝2敗、防御率3.54、73奪三振を記録した。

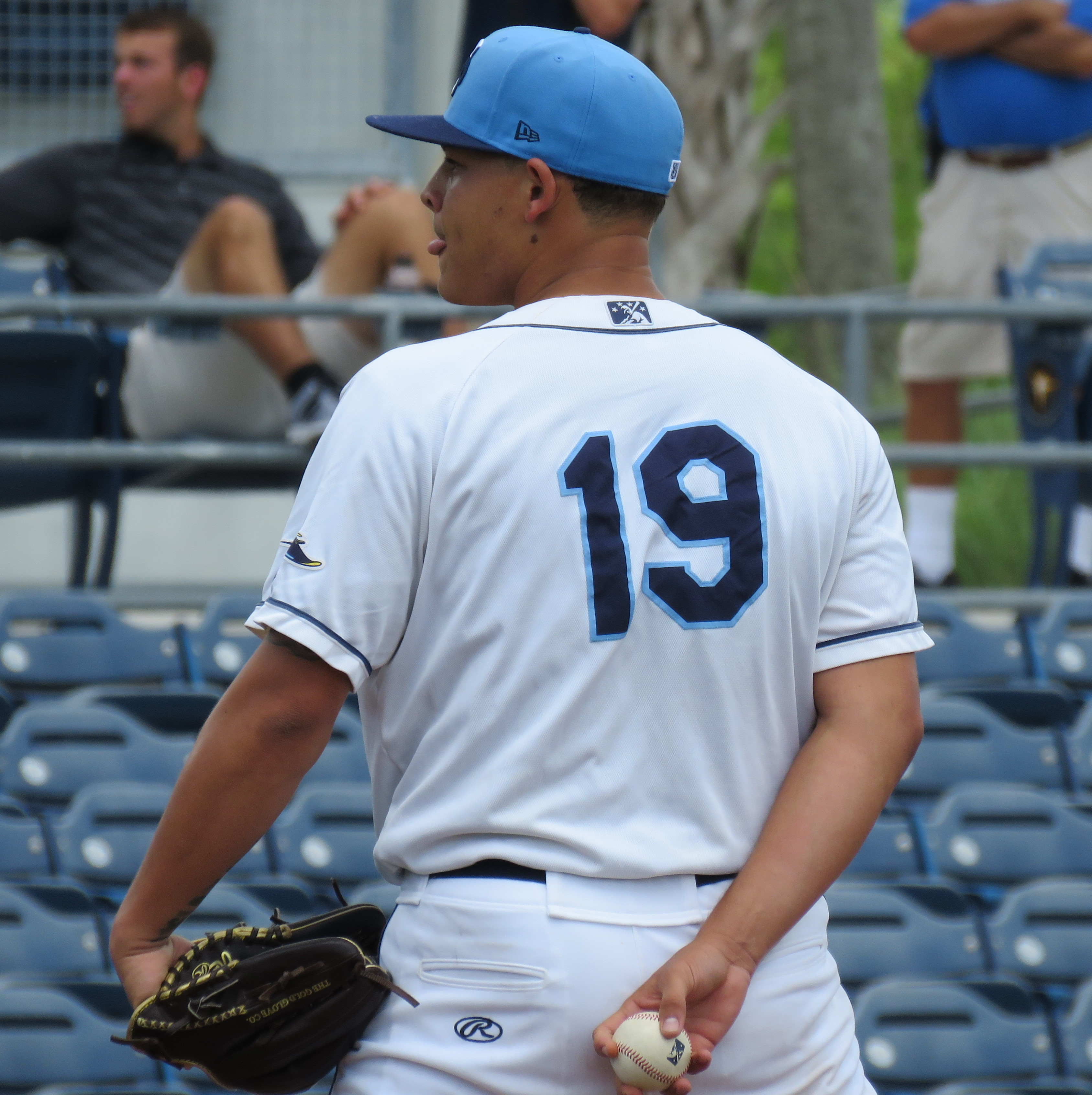
A＋級シャーロット・ストーンクラブズ時代
(2019年4月7日)

2018年はA級ボーリンググリーン・ホットロッズで23試合（先発21試合）に登板して10勝6敗、防御率3.71、101奪三振を記録した。
2019年はA＋級シャーロット・ストーンクラブズで18試合（先発13試合）に登板して8勝1敗、防御率2.31、59奪三振を記録した。
2020年は新型コロナウイルスの影響でマイナーリーグのシーズンが中止となり、公式戦出場はなかった。
2021年はAA級モンゴメリー・ビスケッツで開幕を迎え、7月にAAA級ダーラム・ブルズへ昇格。2チーム合計で25試合（先発22試合）に登板して8勝7敗、防御率3.90、146奪三振を記録した。

### ガーディアンズ傘下時代
2021年11月19日にジュニオール・カミネロとのトレードでクリーブランド・ガーディアンズへ移籍し、すぐに40人枠へ登録された。
2022年は傘下のAAA級コロンバス・クリッパーズで開幕を迎えたが、14試合に登板して1勝9敗、防御率6.00と不振で、7月1日にDFAとなった。

### ジャイアンツ傘下時代
2022年7月7日に金銭とのトレードで、サンフランシスコ・ジャイアンツへ移籍した。移籍後は傘下のAAA級サクラメント・リバーキャッツへ送られた。2試合に登板した後、31日にディクソン・マチャドの加入に伴いDFAとなった。

### ホワイトソックス傘下時代
2022年8月2日にウェイバー公示を経てシカゴ・ホワイトソックスへ移籍した。移籍後は傘下のAAA級シャーロット・ナイツへ送られ、9月19日に自由契約となった。この年マイナーでは3チーム合計で23試合（先発22試合）に登板して1勝15敗、防御率7.82と極度の不振だった。

### ブルワーズ時代
2022年11月22日にミルウォーキー・ブルワーズとマイナー契約を結んだ。
2023年は傘下のAA級ビロクシ・シャッカーズ、AAA級ナッシュビル・サウンズの2チーム合計で29試合（先発26試合）に登板して10勝6敗、防御率4.93、175奪三振を記録した。
2024年4月17日にメジャー契約を結びアクティブ・ロースター入りしたが、翌日にオプションでマイナーへ降格した。その後22日に再びメジャーへ昇格し、翌日に敵地PNCパークにて行われたピッツバーグ・パイレーツ戦に先発登板してメジャーデビューを果たした（この試合では、初回にアンドルー・マカッチェンに初球を先頭打者本塁打された1失点だけながら、敗戦投手）。この年は27試合（うち2試合は中継ぎ）に先発登板して9勝6敗、防御率3.00、36奪三振を記録した。一方で、リーグ最多となる5個のボークを記録した。また、この年はポストシーズンのロースターにも選出され、本拠地アメリカンファミリー・フィールドで行われたニューヨーク・メッツとのワイルドカードシリーズ第3戦に先発登板した（この試合では5回を投げて被安打2、無失点で勝敗付かず）。なお、チームはこの試合に敗れて敗退した。
2025年の開幕は故障者リストで迎えたが、4月24日にメジャー昇格。昇格後5試合に登板したが、この5試合で10個の四球を与えるなど制球難を露呈し、5月10日にエルビス・ペゲーロの昇格に伴って一度はオプションでマイナーに降格したものの、翌11日にホセ・キンタナの故障者リスト入りに伴い、メジャー再昇格。再昇格後最初の登板となった交流戦のツインズ戦（アメリカンファミリー・フィールド）では3.2回を投げて11本の安打を浴びて4失点という内容で敗戦投手となり、翌18日にイーストン・マギーの昇格に伴って、再度AAA級ナッシュビルに降格した。

## 詳細情報

### 年度別投手成績
| 年 度    | 球 団    | 登 板 | 先 発 | 完 投 | 完 封 | 無 四 球 | 勝 利 | 敗 戦 | セ 丨 ブ | ホ 丨 ル ド | 勝 率 | 打 者 | 投 球 回 | 被 安 打 | 被 本 塁 打 | 与 四 球 | 敬 遠 | 与 死 球 | 奪 三 振 | 暴 投 | ボ 丨 ク | 失 点 | 自 責 点 | 防 御 率 | W H I P |
| -------- | -------- | ----- | ----- | ----- | ----- | -------- | ----- | ----- | -------- | ----------- | ----- | ----- | -------- | -------- | ----------- | -------- | ----- | -------- | -------- | ----- | -------- | ----- | -------- | -------- | ------- |
| 2024     | MIL      | 27    | 25    | 0     | 0     | 0        | 9     | 6     | 0        | 0           | .600  | 569   | 138.0    | 126      | 18          | 36       | 0     | 5        | 127      | 4     | 5        | 52    | 46       | 3.00     | 1.17    |
| MLB：1年 | MLB：1年 | 27    | 25    | 0     | 0     | 0        | 9     | 6     | 0        | 0           | .600  | 569   | 138.0    | 126      | 18          | 36       | 0     | 5        | 127      | 4     | 5        | 52    | 46       | 3.00     | 1.17    |

- 2024年度シーズン終了時
- 各年度の太字はリーグ最高

### ポストシーズン投手成績
| 年 度     | 球 団     | シ リ ｜ ズ | 登 板 | 先 発 | 勝 利 | 敗 戦 | セ ｜ ブ | 打 者 | 投 球 回 | 被 安 打 | 被 本 塁 打 | 与 四 球 | 敬 遠 | 与 死 球 | 奪 三 振 | 暴 投 | ボ ｜ ク | 失 点 | 自 責 点 | 防 御 率 |
| --------- | --------- | ----------- | ----- | ----- | ----- | ----- | -------- | ----- | -------- | -------- | ----------- | -------- | ----- | -------- | -------- | ----- | -------- | ----- | -------- | -------- |
| 2024      | MIL       | NLWC        | 1     | 1     | 0     | 0     | 0        | 18    | 5.0      | 2        | 0           | 0        | 0     | 1        | 5        | 1     | 0        | 0     | 0        | 0.00     |
| 出場：1回 | 出場：1回 | 出場：1回   | 1     | 1     | 0     | 0     | 0        | 18    | 5.0      | 2        | 0           | 0        | 0     | 1        | 5        | 1     | 0        | 0     | 0        | 0.00     |

- 2024年度シーズン終了時

### 年度別守備成績
| 年 度 | 球 団 | 投手（P） | 投手（P） | 投手（P） | 投手（P） | 投手（P） | 投手（P） |
| 年 度 | 球 団 | 試 合     | 刺 殺     | 補 殺     | 失 策     | 併 殺     | 守 備 率  |
| ----- | ----- | --------- | --------- | --------- | --------- | --------- | --------- |
| 2024  | MIL   | 27        | 10        | 6         | 3         | 0         | .842      |
| 通算  | 通算  | 27        | 10        | 6         | 3         | 0         | .842      |

- 2024年度シーズン終了時

### 背番号
- 36（2024年 - ）